# Timothy Castagne
Timothy Castagne, född 5 december 1995, är en belgisk fotbollsspelare som spelar för Fulham.

## Klubbkarriär
I juli 2017 värvades Castagne av italienska Atalanta. Den 3 september 2020 värvades Castagne av Leicester City, där han skrev på ett femårskontrakt.
Den 29 augusti 2023 värvades Castagne av Fulham, där han skrev på ett fyraårskontrakt med option på ytterligare ett år.

## Landslagskarriär
Castagne debuterade för Belgiens landslag den 7 september 2018 i en 4–0-vinst över Skottland.